# Acanella rigida
Acanella rigida is een zachte koraalsoort uit de familie Isididae. De koraalsoort komt uit het geslacht Acanella. Acanella rigida werd in 1889 voor het eerst wetenschappelijk beschreven door Wright & Studer. 